# Phyllachora agharkarii
Phyllachora agharkarii är en svampart som beskrevs av Tilak 1959. Phyllachora agharkarii ingår i släktet Phyllachora och familjen Phyllachoraceae.   Inga underarter finns listade i Catalogue of Life.